# Dynasty Warriors 4
Dynasty Warriors 4 (真・三國無双3,, Shin Sangoku Musō 3) é um jogo de ação e luta e o quarto título da série Dynasty Warriors. Foi desenvolvido pela Omega Force e distribuído pela Koei. Está disponível nas plataformas PlayStation 2 e Xbox e é baseado na série de livros chamada Romance dos Três Reinos, escrita por Luo Guanzhong. Quando foi lançado no Japão, vendeu mais de 1 milhão de cópias em nove dias.
Foi lançado para o PS2 em 27 de fevereiro de 2003, e para o Xbox em 4 de setembro de 2003. Em 2005, foi criada uma versão do jogo para PC chamada Dynasty Warriors 4: Hyper. Duas expansões do jogo foram criadas para o PS2, Dynasty Warriors 4: Empires e Dynasty Warriors 4: Xtreme Legends. As expansões não estão disponíveis para o Xbox.

## Personagens jogáveis
| Wei         | Shu         | Wu              | Other      |
| ----------- | ----------- | --------------- | ---------- |
| Cao Cao     | Liu Bei     | Sun Jian        | Lu Bu      |
| Cao Ren     | Guan Yu     | Sun Ce          | Diao Chan  |
| Zhen Ji     | Zhang Fei   | Sun Quan        | Dong Zhuo  |
| Zhang Liao  | Pang Tong   | Sun Shang Xiang | Meng Huo   |
| Sima Yi     | Zhuge Liang | Zhou Yu         | Zhu Rong   |
| Zhang He    | Ma Chao     | Huang Gai       | Zhang Jiao |
| Xiahou Dun  | Jiang Wei   | Lu Meng         | Yuan Shao  |
| Xiahou Yuan | Zhao Yun    | Lu Xun          |            |
| Xu Zhu      | Wei Yan     | Da Qiao         |            |
| Xu Huang    | Huang Zhong | Xiao Qiao       |            |
| Dian Wei    | Yue Ying    | Gan Ning        |            |
|             |             | Taishi Ci       |            |
|             |             | Zhou Tai        |            |

## Expansão

### Dynasty Warriors 4: Xtreme Legends
Em termos de apresentação, o Xtreme Legends é muito idêntico ao Dynasty Warriors 4.
Os menus e o design da imagem para os personagens parecem todos iguais, o que é bom, já que esta série foi ficando mais refinada naquele departamento a cada sequência. Os gráficos in-game, dublagem, música e efeitos sonoros são quase indistinguíveis dos de Dynasty Warriors 4 também, e desde que o jogo foi meio-caminho na frente de gráficos e som, assim é Xtreme Legends .
Os modelos de personagens parecem muito bons neste momento, e tudo roda a uma boa taxa de quadros. Os cenários em DW4XL parecem parecer um pouco melhores do que no último jogo - há efeitos climáticos agradáveis e algumas sutilezas como reflexos. Tens a mesma velha trilha sonora de rock guitarra acorde, como seria de esperar,A coisa mais certa que você pode dizer sobre o Dynasty Warriors 4: Xtreme Legends é que é um produto feito especificamente para pessoas que já estão no jogo. Felizmente para a linha de fundo da Koei, isso é um monte de gente. O jogo estreou com um modesto preço de US $ 30, o que é bom, pois contém uma boa quantidade de conteúdo e também revitaliza um dos seus jogos mais antigos. É claro que o jogo não pode ser altamente recomendado a novos jogadores simplesmente porque faz exatamente as mesmas coisas que os quatro jogos anteriores, mas para os fãs mais extremos da série Dynasty Warriors, o DW4XL é um grande valor com um sólido bloco de novos jogadores. jogabilidade.